# Precasaglio
Precasaglio è una frazione del comune di Ponte di Legno, in alta Val Camonica, provincia di Brescia.

## Geografia fisica
Precasaglio è situato sul versante orografico destro dell'ultima parte della Val Camonica, dopo che questa di biforca nei pressi di Ponte di Legno per salire da una parte verso il Tonale, dall'altra verso il Passo Gavia, dove troviamo Precasaglio. 

## Origini del nome
Il nome Precasaglio deriva probabilmente da "Per i Casai". Casai dovrebbe essere un villaggio anticamente situato in località planpezzo e di origine Celtica preceduta appunto dall'odierna Precasaglio.

## Monumenti e luoghi d'interesse

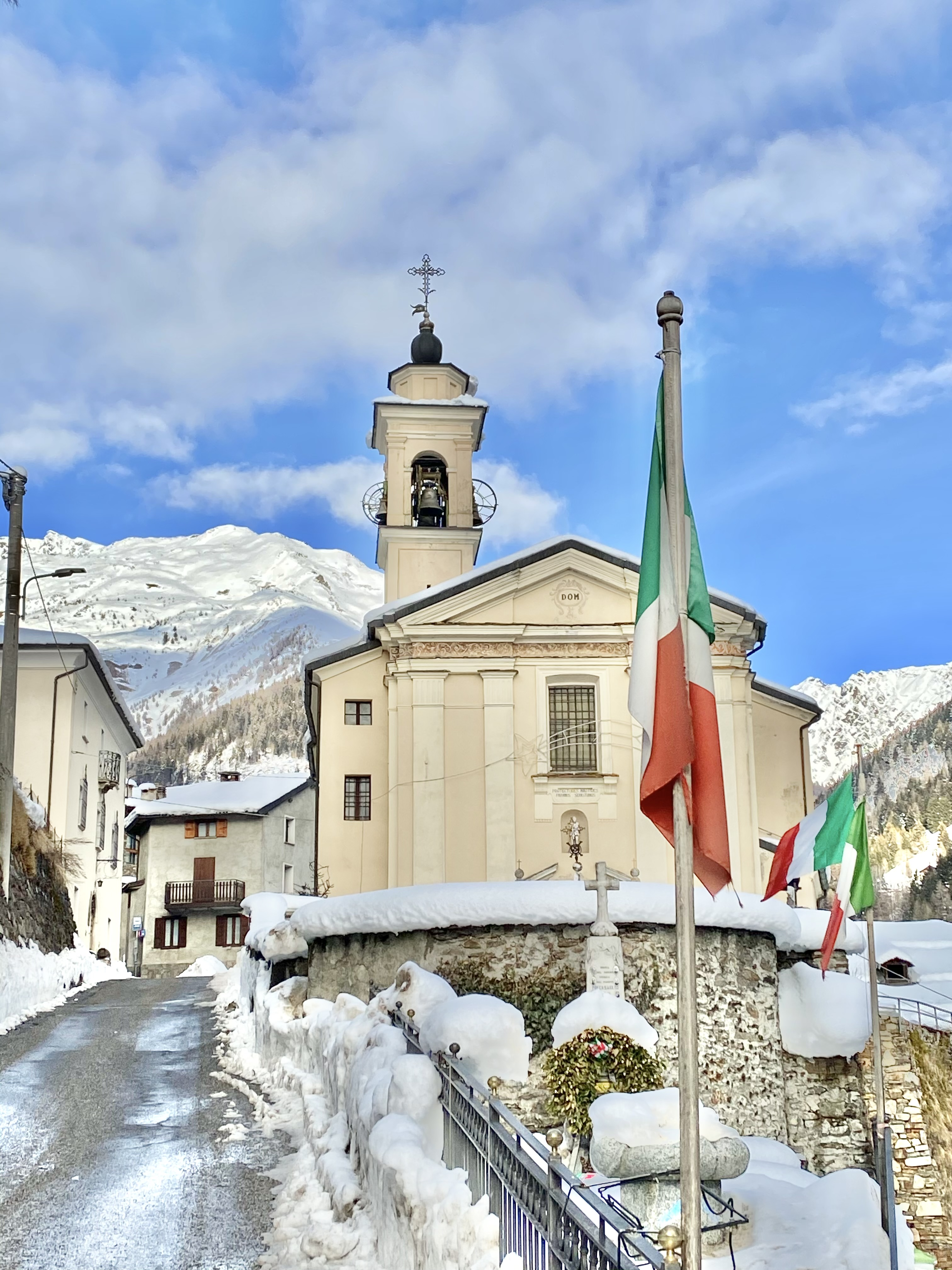
Chiesa dei SS Fabiano e Sebastiano

- Parrocchiale dei SS Fabiano e Sebastiano, consacrata nel 1652, con portale in marmo di Vezza che riporta la data 1649. La tribuna lignea è attribuita alla scuola dei Ramus. A sinistra entrando una pregevole cancellata in ferro battuto.[1]

## Società

### Tradizioni e folclore
Gli scütüm sono nei dialetti camuni dei soprannomi o nomiglioli, a volte personali, altre indicanti tratti caratteristici di una comunità. Quello che contraddistingue gli abitanti di Precasaglio è Berlìf che pare significhi "diavoli".
La sagra del paese si svolge il 20 gennaio con messa cantata e pesca di beneficenza; per tradizione è ripetuta anche la prima domenica di luglio. Questo una volta permetteva agli abitanti che d'inverno andavano in pianura con le bestie di ricevere ugualmente i benefici dei patroni. Piatto caratteristico della frazione sono i "gnocc de la cua", gnocchi di pane ed erbette o spinaci. La sera antecedente l'epifania era tradizione accendere dei falò.